# Marcus Stephen
Marcus Ajamada Stephen (Nauru, 1º ottobre 1969) è un politico ed ex sollevatore nauruano, presidente della piccola repubblica oceanica dal 2007 al 2011.

## Atleta
Da atleta vanta sette medaglie d'oro e cinque d'argento ai giochi del Commonwealth ed un argento mondiali. Da ragazzo tuttavia praticava il football australiano, ma passò presto al sollevamento. Nel 1989 fu fondata la federazione nauruana di sollevamento pesi, per consentirgli di gareggiare a livello internazionale.
Il comitato olimpico nazionale fu però fondato soltanto nel 1993: Stephen partecipò alle olimpiadi di Barcellona 1992 sotto le insegne di Samoa. Dopo la nascita del comitato olimpico, poté disputare altre due olimpiadi, Atlanta 1996 e Sydney 2000, coi colori nauruani.
Ha partecipato a quattro edizioni dei giochi del Commonwealth: nel 1990 ad Auckland fu oro nello strappo ed argento nello slancio e nel combinato (categoria 60 kg); nel 1994 a Victoria (categoria 59 kg) e nel 1998 a Kuala Lumpur (categoria 62 kg) fu oro in tutte e tre le specialità; nel 2002 a Manchester fu invece argento in tutte e tre le specialità (categoria 62 kg).
Ai mondiali svoltisi ad Atene nel 1999 fu secondo nello slancio, nella categoria 62 kg.
È stato inserito nella Hall of Fame della International Weightlifting Federation nel 2005.
Dal 2008 è presidente della federazione dell'Oceania di Sollevamento pesi, dopo che - fin dal 1997 - era stato nominato tesoriere del comitato olimpico nauruano.

## Politico
Nel 2003 si è ritirato per dedicarsi all'attività politica. Il 3 maggio 2003 è stato eletto in parlamento. Fu poi nominato ministro dell'educazione e delle finanze negli ultimi mesi della presidenza di René Harris (dall'agosto 2003 al giugno 2004).
Fu rieletto anche alle successive elezioni dell'ottobre 2004, e nel corso di quella legislatura fu nominato primo rappresentante di Nauru alla Commissione internazionale per la caccia alle balene, il cui trattato Nauru ha ratificato il 15 giugno 2005.
Stephen fu rieletto per la terza volta deputato nell'agosto 2007, candidandosi poi alle successive presidenziali (l'elezione è indiretta), dove però fu sconfitto dal presidente uscente, Ludwig Scotty.
Quando Scotty, nel dicembre dello stesso anno, fu sfiduciato dal parlamento, Stephen prese il suo posto.

### Presidente di Nauru
Come presidente, scelse di confermare la novità introdotta dal predecessore Scotty, di separare la figura del presidente da quella del ministro degli Esteri (delega che invece tradizionalmente il presidente teneva per sé).

#### La crisi istituzionale del 2008
Nella primavera del 2008 ci fu una pesante crisi istituzionale, complice il fatto che maggioranza e opposizione avevano entrambi 9 deputati, con il presidente del parlamento David Adeang (leader dell'opposizione) e Marcus Stephen a scambiarsi reciproche accuse di comportamenti anticostituzionali e di tentativo di colpo di stato: Adeang aveva infatti convocato il parlamento, senza avvisare il governo, e fatto approvare una legge che estrometteva dal parlamento coloro che avessero la doppia cittadinanza (situazione in cui si trovavano due parlamentari, che perdipiù erano ministri); il governo respinse la legge per il mancato raggiungimento del quorum parlamentare.
Adeang chiese l'intervento della polizia per espellere dal parlamento i due ministri, ma la polizia rifiutò di intervenire; Adeang parlò allora di colpo di Stato. Il governo respinse le accuse, investendo del problema la Corte Suprema. La Corte Suprema diede ragione al governo, ma Adeang, pochi giorni dopo, sospese dal parlamento tutti i membri del governo, compreso il presidente, per motivi disciplinari.
Per porre fine allo stallo, Stephen fu costretto a indire elezioni anticipate per il 26 aprile 2008, dopo aver dichiarato lo stato di emergenza. Stephen ed i suoi sostenitori vinsero le elezioni: vennero rieletti i nove deputati di maggioranza uscenti, cui se ne aggiunsero altri tre.
Accusato dalle opposizioni di corruzione, si è dimesso da presidente (ma non da parlamentare) il 10 novembre 2011. Al 2025 è ministro nel governo di Nauru.